# Meantime Brewing Company
De Meantime Brewing Company is een Britse brouwerij in Greenwich (Londen). De brouwerij is sinds april 2016 eigendom van het Japanse bedrijf Asahi Group Holdings.

## Geschiedenis
De brouwerij werd in 2000 opgericht door Alastair Hook, die een opleiding volgde op de Heriot-Watt-universiteit en de brouwerijschool van Weihenstephan aan de Technische Universiteit München. De productie werd begonnen in een brouwerij op een industrieel terrein nabij de voetbalvelden van Charlton Athletic alvorens naar Greenwich te verhuizen. De nieuwe brouwinstallatie van de Duitse firma Moeschle kostte 7 miljoen pond  en heeft een capaciteit van 120.000 hectoliter per jaar. In 2012 produceerde de brouwerij 50.000 hectoliter en de productie groeide met 60% op een jaar tijd.
In mei 2015 werd aangekondigd dat de brouwerij overgenomen was door SABMiller, de tweedegrootste brouwerijgroep ter wereld.
Brouwer Alastair Hook werd in 2015 uitgeroepen als brouwer van het jaar door de All-Party Parliamentary Beer Group. De brouwerij verkoopt hun bier onder de slogan "born and brewed in London" maar kwam in augustus 2015 onder vuur te liggen toen ze moesten toegeven dat een deel van de productie gebeurde in Enschede bij Brouwerij Grolsch, dat ook deel uitmaakte van de SABMiller-groep.
In november 2015 maakte SABMiller bekend dat het een aantal brouwerijen waaronder Meantime wil verkopen in aanloop naar de overname door AB InBev. In april 2016 accepteerde AB InBev het bod van het Japanse Asahi Group Holdings om Meantime (samen met Peroni en Grolsch) over te nemen.

## Bieren

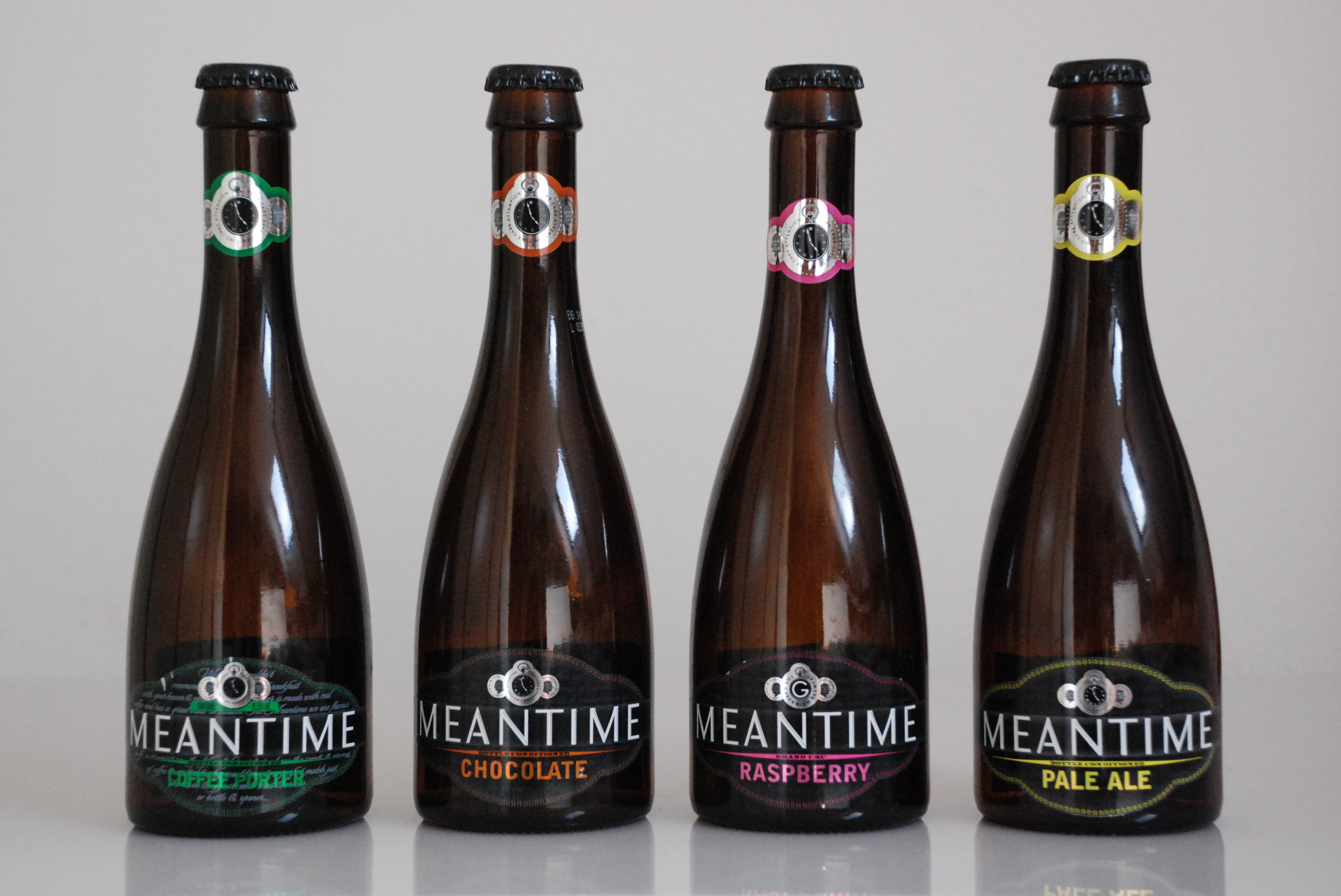
Vier Meantime-bieren

De brouwerij brouwt heel wat seizoensbieren en eenmalige bieren onder de noemer pilot series en een tiental bieren in het vaste gamma.
- London Lager, blonde lager met een alcoholpercentage van 4,5%
- London Pale Ale, met een alcoholpercentage van 4,3%
- India Pale Ale, met een alcoholpercentage van 7,4%
- London Porter, bruine porter met een alcoholpercentage van 4,5%
- Yakima Red, roodbruin bier met een alcoholpercentage van 4,1%
- Wheat Beer, blond witbier met een alcoholpercentage van 5%
- Chocolate Porter, donkerbruin bier met een alcoholpercentage van 6,5%
- Raspberry Wheat Beer, fruitbier met een alcoholpercentage van 5%
- Pilsner, blonde pils met een alcoholpercentage van 4,4%
- London Stout, donkerbruine stout met een alcoholpercentage van 4,5%